# Maxillaria taracuana
Maxillaria taracuana är en orkidéart som beskrevs av Rudolf Schlechter. Maxillaria taracuana ingår i släktet Maxillaria och familjen orkidéer. Inga underarter finns listade i Catalogue of Life.